# Eilhardia schulzei
Eilhardia schulzei — вид вапнякових губок родини Baeriidae. Ця губка зустрічається у субтропічних водах на заході Тихого океану біля берегів Австралії та Нової Зеландії на глибині до 220 м.